# Vinciguerria mabahiss
Vinciguerria mabahiss es una especie de pez del género Vinciguerria.

## Descripción
Especie marina batipelágica de aguas profundas cuyo tamaño es de poco más de 6 mm (0,62 cm), aunque se han reportado ejemplares mayores de hasta 2,9 cm (1,14 pulgadas). Es un pez que cuenta con órganos que producen luz, esta bioluminiscencia le permite desplazarse por el agua, también para ocultarse, es decir, para crear un tipo de contrailuminación que sirve como una especie de camuflaje y evitar la detección por parte de los depredadores. Estos fotóforos los tiene adherido al cuerpo, en la parte del costado. Otra de las funciones de esta bioluminiscencia es la facultad para poder comunicarse y aparearse. Cuenta con 140-144 fotóforos de diferentes tamaños, la mayoría de ellos orientados hacia abajo y la luz que producen es de color azul.

## Distribución y hábitat
Especie conocida únicamente en el océano Índico, en el mar Rojo. Su rango de profundidad es de 0-500 m. Es un pez poco estudiado y rara vez tiene contacto con el ser humano.